# William Huggins
Sir William Huggins (1824-1910) là nhà thiên văn học người Anh. Năm 1868, ông phát triển một cách tân đối với việc sử dụng quang phổ trong thiên văn học. Ông là người đầu tiên đo vận tốc xuyên tâm (chuyển động theo đường nhìn) của một ngôi sao bằng cách đo độ lệch Doppler của các vạch phổ của nó. Vào năm 1864, ông nghiên cứu về Tinh vân Mắt Mèo. Cũng vào năm đó, Huggins quan sát quang phổ của Andromeda và phát hiện ra rằng nó khác với quang phổ của một tinh vân bình thường vốn chứa đầy khí. Đồng thời, ông kiểm tra phổ của rất nhiều tinh vân, đã khám phá một trong số những tinh vân này, trong đó có M57, xuất hiện vạch phổ phát xạ sáng đặc trưng bởi khí phát sáng huỳnh quang. Huggins kết luận là nhiều tinh vân hành tinh không phải là tổ hợp của các ngôi sao chưa được nhìn rõ, như đã từng được nghĩ trước đây, mà thực ra chúng thực sự là các tinh vân. Ngoài ra, ông cùng vợ mình xác nhận giả thuyết của William Herschel về tinh vân Lạp Hộ bằng cách dùng phổ kế để quan sát nhiều loại tinh vân khác nhau, đồng thời còn tìm ra nhiều điều đáng ngạc nhiên. Tên của ông được đặt cho tiểu hành tinh 2635 Huggins. 